# Аровин, Валерий Иванович
Валерий Иванович Аровин (24 января 1948, Челябинск — 6 апреля 2001, Челябинск) — советский хоккеист, нападающий. Мастер спорта СССР.

## Биография
Воспитанник челябинского «Трактора», тренер Пётр Дубровин. Выступал за «Трактор» (1965/66 — 1973/74), СКА Свердловск (1974/75 — 1975/76), «Металлург» Челябинск (1976/77 — 1977/78).
Лучший бомбардир «Трактора» в сезоне 1969/70.
Скончался 6 апреля 2001 года в Челябинске от травм, полученных в результате хулиганского нападения.
Сын Иван (род. 1984) в начале 2000-х играл за «Трактор-2».